# زبان مگرلی
زبان مگرلی (به مگرلی:მარგალური ნინა، مارْگالوری نینا) یکی از زبان‌های کارتولی است که در دو منطقهٔ آبخازیا و سامگرلو در گرجستان و از سوی مردم مگرلی مورد استفاده است. از سوی یونسکو این زبان یک زبان در خطر شناخته‌شده است.
لاورنتی بریا، رئیس پلیس مخفی ژوزف استالین از گویشوران سرشناس این زبان می‌باشد.